# Ascolta l'infinito
Ascolta l'infinito è un singolo di Fiorella Mannoia del 1994 pubblicato anche in Germania con etichetta Sony Music Entertainment/Polydor Records.

## Tracce
1. Ascolta l'infinito – 5:28 (Enrico Ruggeri e Piero Fabrizi)
2. Oh che sarà – 2:55 (Chico Buarque e Ivano Fossati)